# أحلام الفيلة
أحلام الفيلة، (بالإنجليزية: Elephants Dream)‏ هو أول فيلم كارتوني ثلاثي الأبعاد تم إنشاءه بصورة شبه كاملة باستخدام برنامج الرسوم ثلاثية الأبعاد الحُر بلندر (ما عدا محرر الصوت ونظام التشغيل)، ويخضع تحت رخصة المشاع الإبداعي (creative commons).